# Vinica pri Šmarjeti
Vinica pri Šmarjeti – wieś w Słowenii, w gminie Šmarješke Toplice. W 2018 roku liczyła 105 mieszkańców.